# Пастухово согласие
Пастухово согласие (Адамантово согласие) — старообрядческий толк, появившийся в XVIII веке в результате размежевания с филипповским толком. Основателем был пастух Василий Степанов.
Осуждали пользование деньгами и паспортами, на которых было изображение императорского герба, которое они считали печатью Антихриста. Отвергали принятое в Филипповском согласии самосожжение. Распространились на Русском Севере. Неофитов перекрещивали.